# تورینسک
شهر تورینسک (به روسی: Туринск) در کشور روسیه و در اوبلاست سوردلوفسک واقع شده‌است.